# Slamkrypare
För andra betydelser, se Slamkrypare (olika betydelser).
Slamkrypare (Oxudercinae) är fiskar som numera behandlas som en underfamilj inom familjen Oxudercidae. Det finns över 30 arter som förekommer i Afrika, Asien och Oceanien. Vanligtvis lever de i tidvattenszonen och tillbringar en del av dygnet uppe på land där de andas syre och använder sina bröstfenor och stjärt för att röra sig. På land är de aktiva och födosöker, hävdar revir och uppvaktar potentiella partners.

## Utbredning och systematik
Slamkrypare förekommer i tropiska, subtropiska och tempererade regioner i Afrika, Asien och Oceanien. 
Slamkryparnas systematik är omdiskuterad. För närvarande placeras de som en underfamilj i familjen Oxudercidae och ordningen Gobiiformes. Det finns över 30 arter av slamkrypare.
Slamkryparna placeras ibland inom familjen smörbultar (Gobiidae) men sentida molekylära studier stödjer inte denna klassificering. Slamkrypare skulle kunna definieras som smörbultslika oxudercine-fiskar som är fullt ut landlevande under delar av dygnet. Utifrån den definitionen skulle arterna i släktena Boleophthalmus, Periophthalmodon, Periophthalmus och Scartelaos vara slamkrypare. Studier indikerar dock att även det monotypiska släktet Zappa confluentus bör omfattas i gruppen.
Periophthalmus är det artrikaste och mest spridda släktet av slamkrypare. 18 arter har beskrivits. Arten Periophthalmus argentilineatus är en av slamkryparna med störst utbredningsområde och som också är en av de mest välkända. Den förekommer i mangrove och på leriga flodbäddar från Östafrika och Madagaskar, österut till Sundarbans i Bengalen, Sydostasien, norra Australien, sydöstra Kina och södra Japan, och vidare till Samoa och Tongaöarna. Den växer till en längd av cirka 9,5 cm  Dock indikerar en sentida molekylär studie att P. argentilineatus är ett artkomplex, med minst tre separata utvecklingslinjer, med en i Östafrika, och två i Indo-Malayaiska regionen. En annan art, Periophthalmus barbarus, är den enda smörbultsliknande fisken som förekommer utmed Västafrikas kust.

## Utseende
Slamkryparen har en kroppslängd på mellan 4,5 och 21 centimeter. Ögonen är högt placerade på huvudet, och de skyddas mot uttorkning genom regelbundet fuktande i ett vattenfyllt hudveck i anslutning till vardera ögonlob. De två ryggfenorna har oftast starka färger.

## Ekologi
Slamkrypare lever vanligtvis i tidvattenzonen och har utvecklat unika egenskaper för att klara sig i detta habitat. Andra arter som lever i dylika miljöer överlever när vattnet drar sig tillbaka genom att antingen gräva ned sig i den våta dyn eller stanna kvar i mindre pölar av vatten. Slamkrypare är istället ganska aktiva när de är uppe ur vattnet, där de födosöker och interagerar med varandra, exempelvis genom att försvara sina revir och uppvakta potentiella partners.
Uppe på land kan den andas syre på två olika sätt. Antingen gör den det genom gälarna, som då fortfarande måste vara fuktiga; detta kräver att gälarna regelbundet blir våta. Som en reservlösning kan fisken utvinna atmosfäriskt syre ur luften (en egenskap som utvecklats minst tjugo gånger av olika typer av fiskar). Gälhålornas väggar innehåller tätt med blodkärl, vilka tar upp syret direkt ur luften.
Uppe på land hoppar den fram på sina stadiga bukfenor med hjälp av bröstfenorna och stjärten. De är mer aktiva på land än i vattnet och de kan göra kraftfulla hopp. 
Slamkryparna måste återvända ner i vattnet igen efter ett tag uppe på land. Under flod vilar fiskarna i gångar eller gropar i bottenslammet, vilket även används som lekbon. Fiskäggen vaktas av hanen.
Förutom kräftdjur och andra leddjur ingår även maskar i slamkryparnas diet.

## Bildgalleri

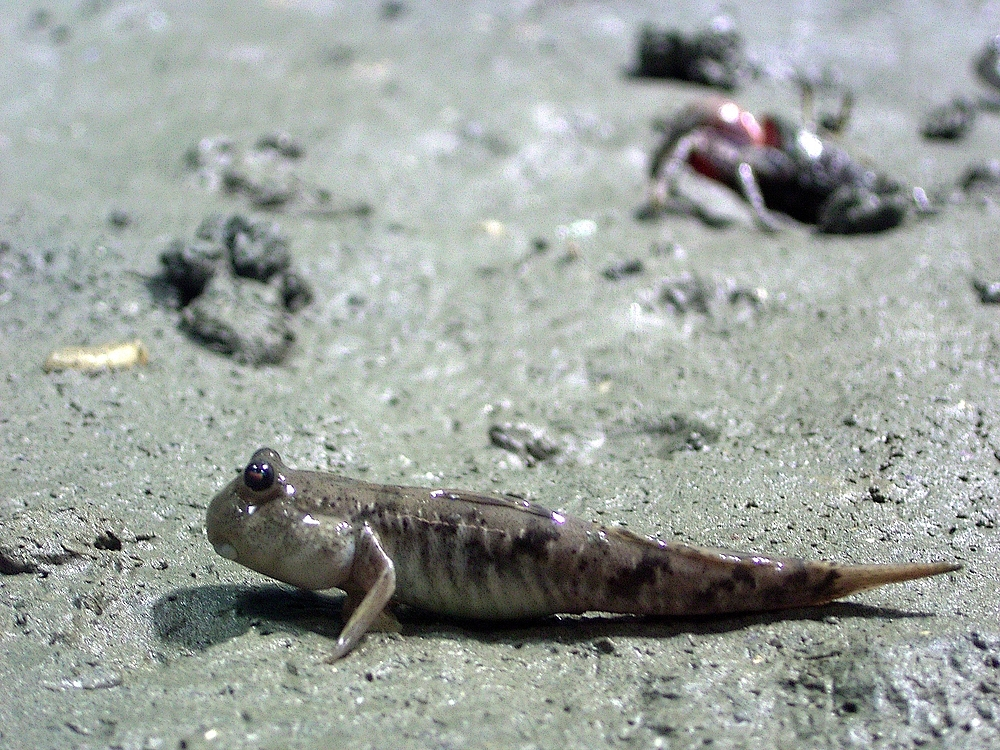
Kantonesisk slamkrypare, Periophthalmus modestus Cantor, 1842 (nordvästra Stilla havet)
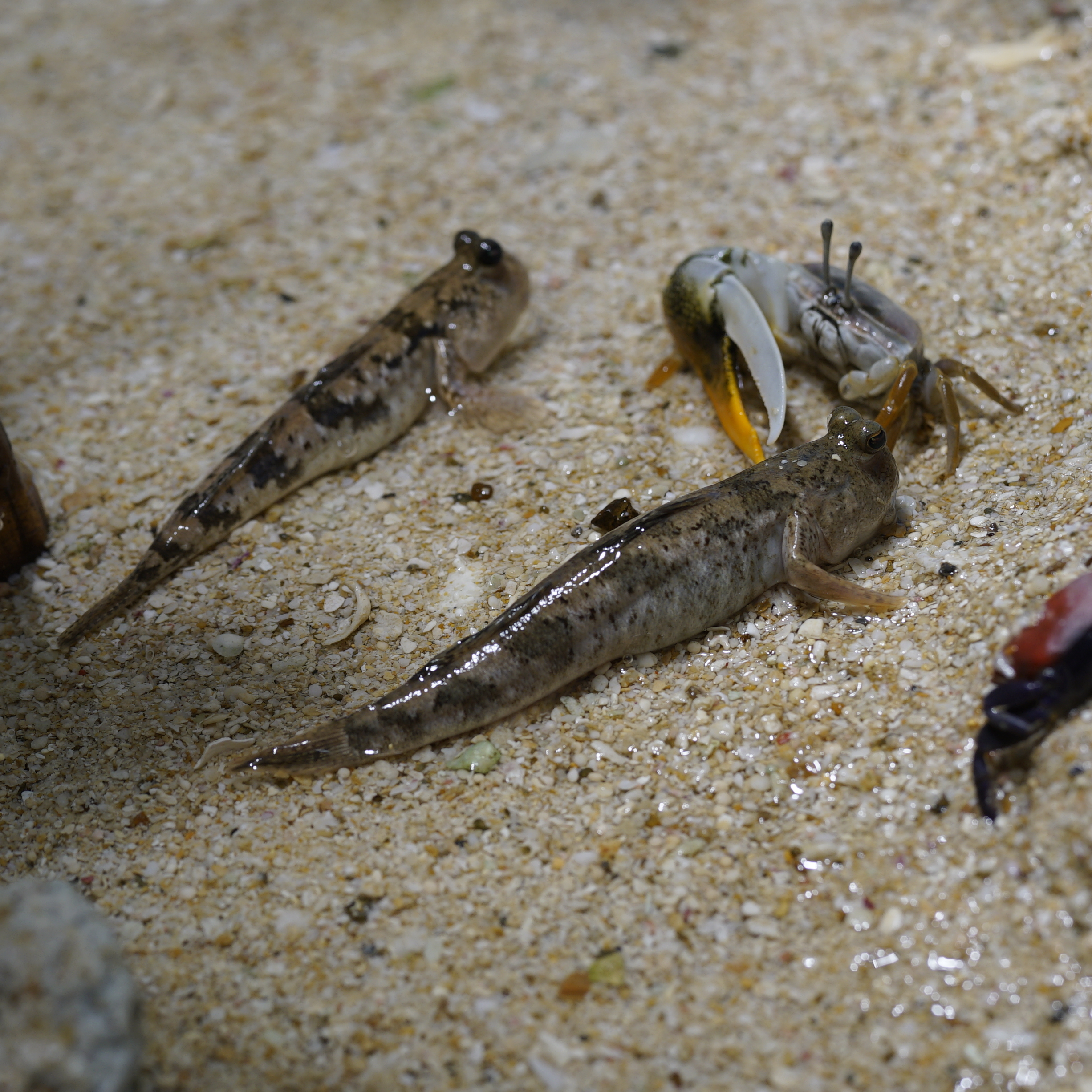
Periophthalmus argentilineatus Valenciennes, 1837 (Indiska oceanen och västra Stilla havet)
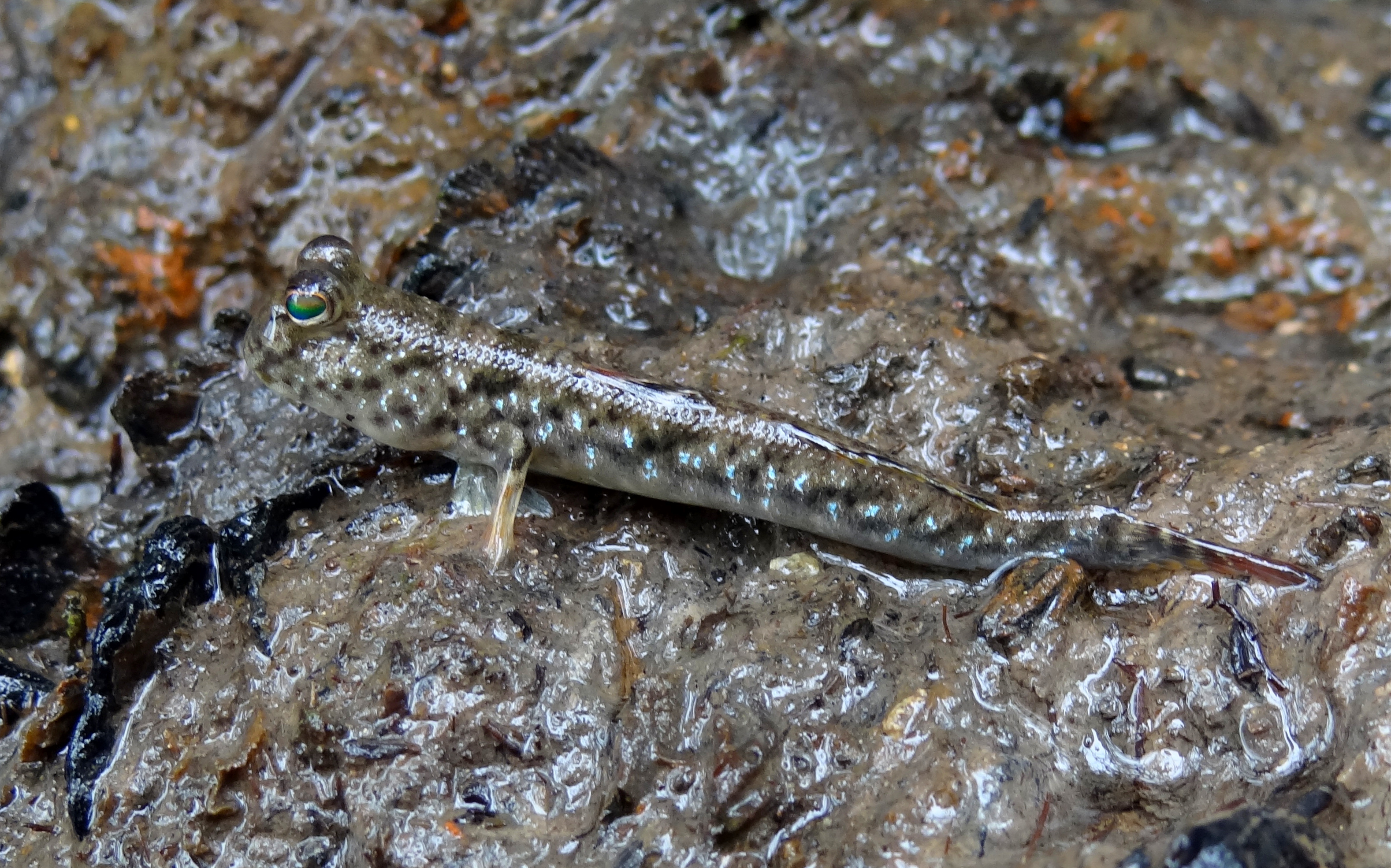
Periophthalmus gracilis Eggert, 1935 (östra Indiska oceanen och västra Stilla havet)
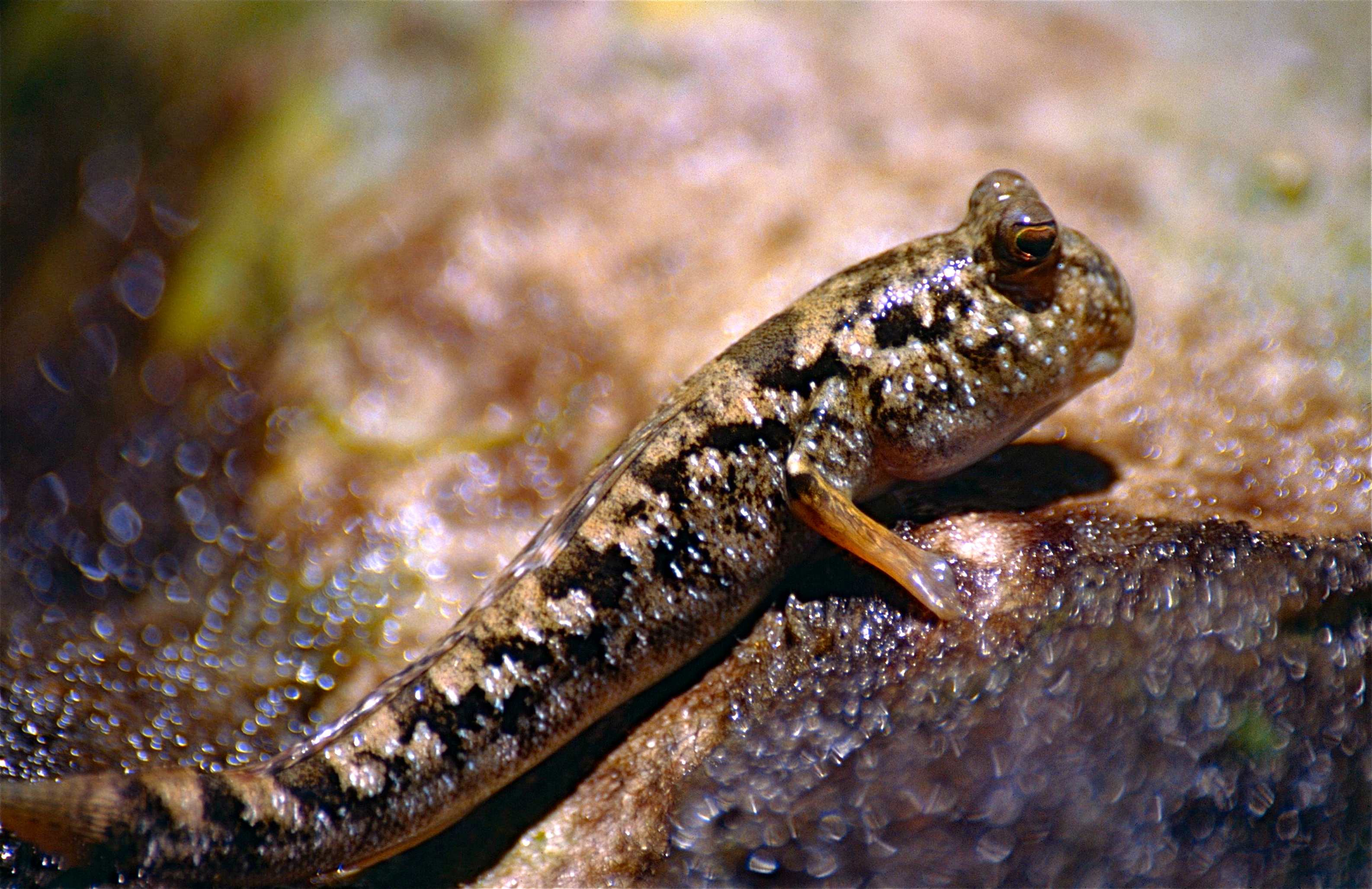
Periophthalmus kalolo Lesson, 1831[17] (Indiska oceanen och västra Stilla havet)
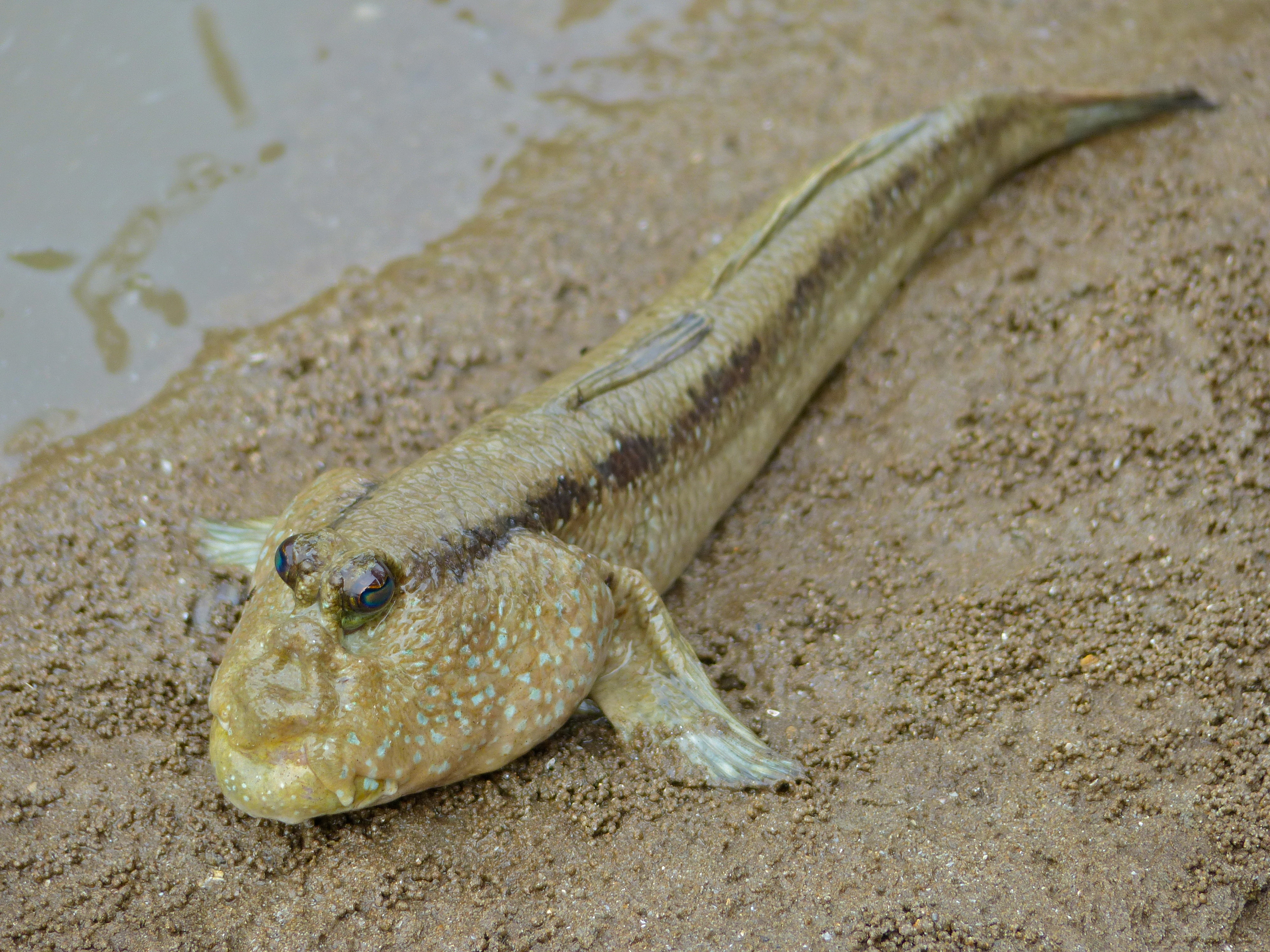
Periophthalmodon freycineti, Quoy och Gaimard (1824)